# Trutzburg (Gemünd)

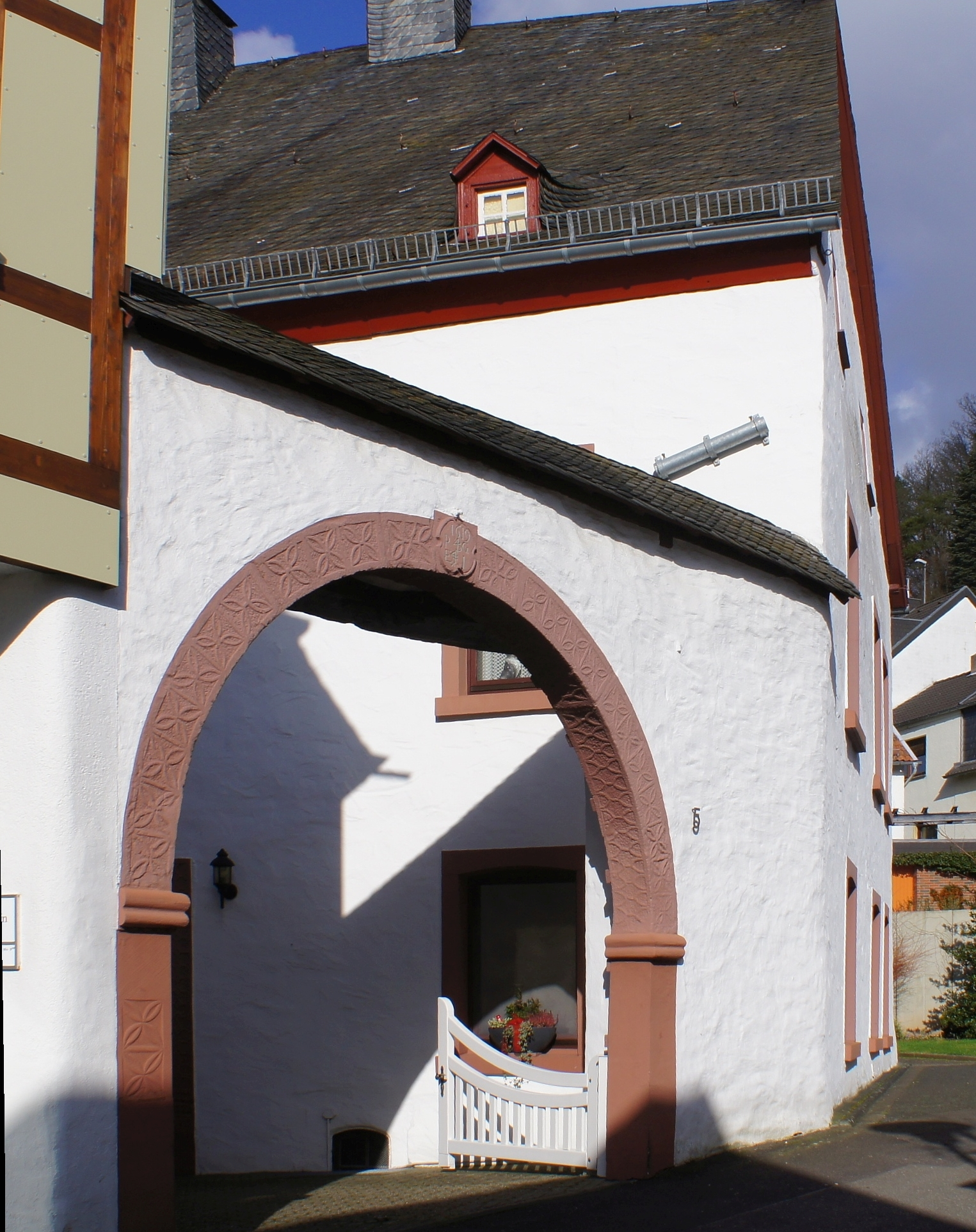
Torbogen der Trutzburg

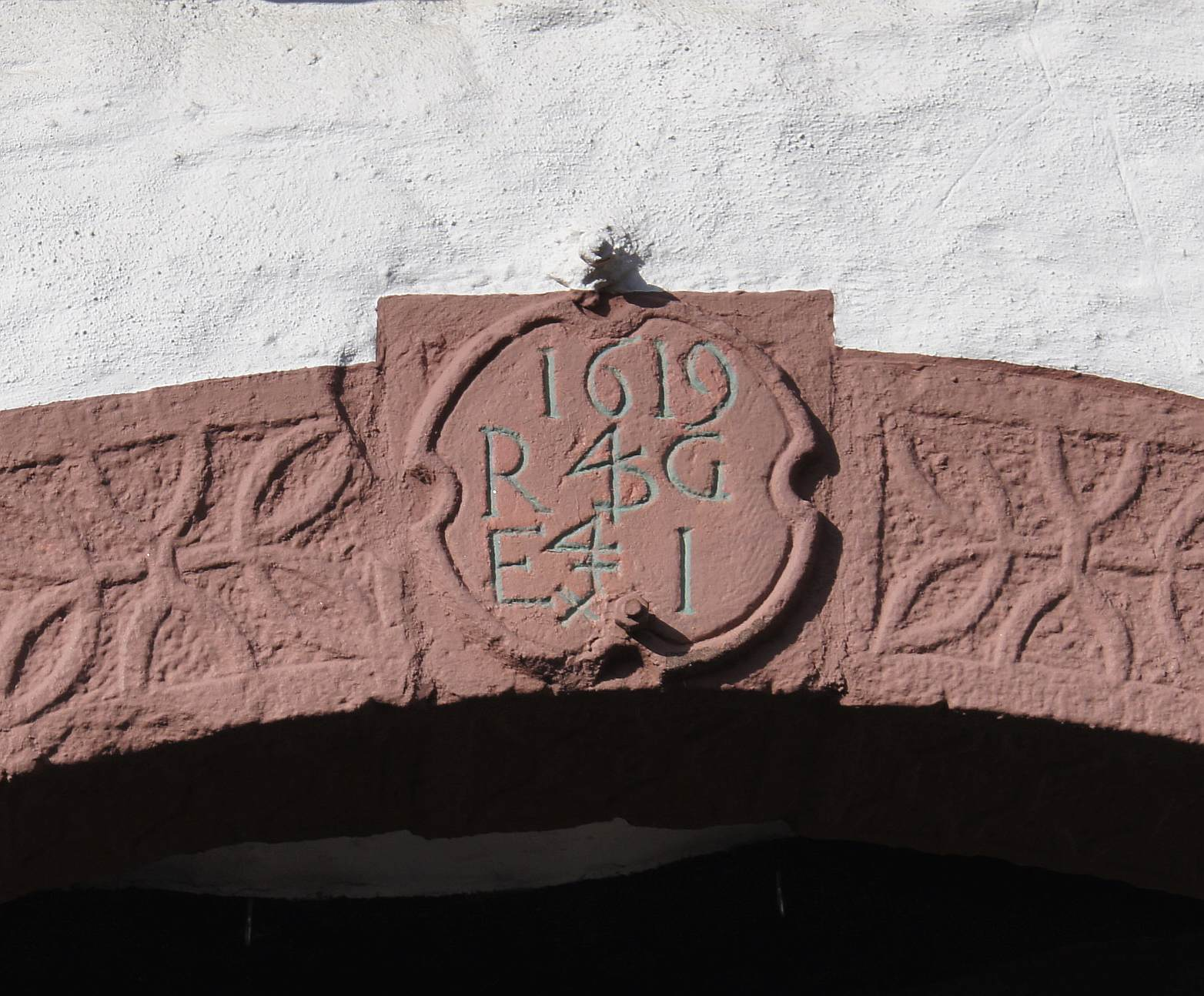
Schlussstein mit Initialen und Jahreszahl

Das Trutzburg genannte Gebäude an der Bergstraße 5 gehört zu den ältesten Gebäuden im Schleidener Stadtteil Gemünd. Im Rahmen der Gegenreformation 1619 sahen sich viele Bürger von Gemünd gezwungen, das befestigte Gemünd zu verlassen und sich auf der nördlichen Seite der Urft anzusiedeln. Den Anlass dafür gab der von 1612 bis 1654 regierende Graf Ernst von der Marck und Schleiden. Er verlangte von den Lutheranern, dass sie alle katholischen Feiertage begingen, die katholische Messe besuchten, Ohrenbeichte, die Absolution, die lateinischen Gesänge sowie den Gebrauch des Kreuzzeichens einführten. Es blieb ihnen nichts anderes übrig, als den Bereich der streng katholischen Herrschaft Dreiborn zu verlassen. Das Gebiet des Jülicher Amts Heimbach bot sich als Alternative an. Das Jülicher Amt Heimbach duldete die Protestanten, die sich nun vermehrt auf der rechten Urftseite ansiedelten.
Die Trutzburg ist ein Gutsgebäude und wurde für den wohlhabenden Gemünder Neubürger Rheinhard Dietrich Günther und seiner Ehefrau Elsgen Jonen errichtet. Oben auf dem Torbogen sind die Initialen samt Hausmarke und Jahreszahl zu erkennen. Der Name Trutzburg rührt von einer örtlichen Legende her, wonach sich dessen Eigentümer mit Waffendrohung gegen den Freiherren der anderen Urftseite gewehrt haben will.
Die Urft bildete also nicht nur eine Trennung von Herrschaftsbereichen, sondern war auch eine Grenze, wie Religionen toleriert wurden. Seit etwa 1351 bis um 1800 gehörte die linke Urftseite gemeinsam mit Malsbenden, Gemünd, und Mauel zur Herrschaft Dreiborn, die andere zum liberaleren Amt Heimbach.
Einer der vielen späteren Eigentümer, Peter Schlagloth, baute heute als Bergstraße 15 eine Backsteinvilla im Neorenaissancestil (1895) und die 17 als Fachwerkvilla im Schweizer Landhausstil (1901); Baumeister war in beiden Fällen Eduard Schön.